# Округ Џеферсон (Луизијана)
Џеферсон (енгл. Jefferson Parish) је округ у америчкој савезној држави Луизијана.

## Демографија
По попису из 2010. године број становника је 432.552, што је 22.914 (-5,0%) становника мање него 2000. године.
| Група             | 2000.           | 2010.           |
| Белци             | 298.062 (65,4%) | 242.268 (56,0%) |
| Афроамериканци    | 104.121 (22,9%) | 113.887 (26,3%) |
| Азијати           | 14.065 (3,1%)   | 16.683 (3,9%)   |
| Хиспаноамериканци | 32.418 (7,1%)   | 53.702 (12,4%)  |
| Укупно            | 455.466         | 432.552         |